# Мале Кумаркіно
Ма́ле Кума́ркіно (рос. Малое Кумаркино, чув. Кĕçĕн Хăмаркка) — присілок у Чувашії Російської Федерації, у складі Великосундирського сільського поселення Ядринського району.
Населення — 119 осіб (2010; 138 в 2002, 237 в 1979, 389 в 1939, 361 в 1926, 303 в 1906, 192 в 1858, 59 в 1795). У національному розрізі у присілку мешкають чуваші.

## Історія
Історична назва — Мала Кумаркіна. До 1866 року селяни мали статус державних, займались землеробством, тваринництвом. У 1920-ті роки діяло 2 вітряки, працювали різні майстерні. 1930 року створено колгосп «Мочкауші», пізніше — імені Блюхера. До 1927 року присілок входив до складу Балдаєвської волості Ядринського повіту. З переходом на райони 1927 року — у складі Ядринського району.

## Господарство
У присілку працюють фельдшерсько-акушерський пункт та магазин.